# Голая опера
«Голая опера» (англ. Naked opera) — документальный фильм режиссёра Ангелы Кристлиб.

## Сюжет
Состоятельный и умный люксембуржец Марк страдает неизлечимой болезнью. Он регулярно посещает докторов, а в свободное время путешествует по городам мира в поисках лучшей постановки оперы «Дон Жуан», с героем которой себя отождествляет. В своих поездках он живёт в роскошных отелях, ведёт богемный образ жизни и окружает себя красивыми молодыми людьми-«компаньонами». Он следует своему вымеренному плану жизни, подчинённому определенной философии власти денег. Но всё запутывается, когда Марк неожиданно влюбляется в порно-актёра и уезжает за ним в Берлин.

## Критика
Дмитрий Губин назвал фильм «очень красивой, весьма ироничной лентой о современном Дон Жуане». Михаил Трофименков отметил, что кинолента сюрреалистична по фактуре, но не по стилю. Валерий Панюшкин высоко оценил фильм, увидев в нём метафорическое отображение Европы.

## Награды
- 63-й Берлинский международный кинофестиваль — Приз Хайнера Кэрола (DEFA)[6]
- 23-й международный кинофестиваль «Послание к человеку» — Приз жюри[7][8].